# Municipio de Drytown
El municipio de Drytown (en inglés: Drytown Township) es un municipio ubicado en el condado de Izard en el estado estadounidense de Arkansas. En el año 2010 tenía una población de 288 habitantes y una densidad poblacional de 7,31 personas por km².

## Geografía
El municipio de Drytown se encuentra ubicado en las coordenadas 35°58′11″N 91°48′16″O / 35.96972, -91.80444. Según la Oficina del Censo de los Estados Unidos, el municipio tiene una superficie total de 39.42 km², de la cual 39,39 km² corresponden a tierra firme y (0,09 %) 0,04 km² es agua.

## Demografía
Según el censo de 2010, había 288 personas residiendo en el municipio de Drytown. La densidad de población era de 7,31 hab./km². De los 288 habitantes, el municipio de Drytown estaba compuesto por el 97,92 % blancos, el 1,04 % eran afroamericanos, el 0,69 % eran asiáticos y el 0,35 % eran de una mezcla de razas. Del total de la población el 0 % eran hispanos o latinos de cualquier raza.